# Ldzaa
Ldzaa nebo Lidzava (abchazsky Лӡаа, rusky Лдзаа gruzínsky ლიძავა – Lidzava) je vesnice v Abcházii v okrese Gagra na pobřeží Černého moře. Leží na jihovýchodním cípu okresu, tvořícího Picundský záliv, po silnici přibližně 50 km jihovýchodně od hranic s Ruskem a 10 km jihovýchodně od okresního města Gagra. Obec sousedí na západě s městem Picunda, na severu s Bzybem a na východě s Amžikuchvou v okrese Gudauta. Obcí protéká potok Canigvarta, jenž pramení v nedalekých kopcích.
Nedaleko obce se nachází jeden ze sedmí chrámů abchazské původní víry, zvaný Ldzaa-nycha.

## Vesnický okrsek Ldzaa
Ldzaa je vesnické správní centrum s oficiálním názvem Vesnický okrsek Ldzaa (rusky Сельская администрация Лдзаа, abchazsky Лӡаа ақыҭа ахадара). Za časů Sovětského svazu e okrsek jmenoval Lidzavský selsovět (Лидзавский сельсовет). Součástí vesnického okrsku Ldzaa jsou následující části:
- Ldzaa (Лӡаа)

Vesnický okrsek Ldzaa

- Acidžkva (Ацыџьқәа) – gruzínsky აციჯქვა, do 1960 rusky Osečko (Осечко)
- Rapyca (Раԥыҵа) – gruzínsky რაფიწა

## Dějiny
V okolí současného Ldzaa byly nalezeny archeologické vykopávky, které tvoří bronzové sekery, jež byly vyrobeny v 15. až 14. století př. n. l.. Ty byly označeny za jakési prototypy Kolchidských seker z pozdější éry.
Rapyca, jež spadá pod správu současné Ldzaay, je zmíněna pod názvem Rabica nedaleko Bičvinty (Picundy) v dokumentu Bičvinta Jadgari z 16. století, kterým odišský eristavi Mamia III. Dadiani (vládl 1512-1533) vesnici věnuje obci Bičvinta.
Ještě na počátku 20. století se obec jmenovala Adžra (Аџьра) neboli Muchnars (მუხნარს), v překladu do češtiny Dub, a byla jednou ze čtyř osad, kterým se od roku 1925 říkalo Lidzava. V té době se nacházely ještě v Gudautském újezdu, ale od roku 1930, kdy došlo ke zrušení starých ruských újezdů, byla Lidzava postupně předána do správy nově vzniklého okresu Gagra, což bylo završeno v roce 1938. V roce 1949 byla správa selsovětu přesunuta do Rapycy. V roce 1952 byla obec přejmenována na Ldzaani, ale již o tři roky později v roce 1955 došlo k návratu na název Lidzava. Obyvatelstvo se za sovětských časů, kdy převažovali Rusové a Gruzínci, zabývalo pěstováním tabáku, citrusů, vavřínu, kukuřice, zahradních květin. Dále pak živočišnou výrobou, zejména drůbeží, a lesnictvím. V obci vznikla základní škola do osmé třídy s vyučovacími jazyky abchazským, arménským a ruským. Dále kulturní středisko, kino a zdravotní středisko.
Ještě na konci 50. let patřila do Lidzavského selsovětu i Picunda, která tehdy byla vesnicí dvakrát menší než samotná Lidzava. Ale z Abcházie se postupně stávalo frekventované letovisko pro trávení dovolených, a tak Picunda díky turistickému ruchu vyrostla natolik, že se osamostatnila. Samotná Lidzava však též poskytovala služby turistům, ale nebyly zde vybudovány tak velké hotely jako v Picundě.
Po válce v Abcházii byl v roce 1993 název Lidzava poabchážštěn na současný Ldzaa. Od začátku 21. století se sem začali vracet turisté, především z Ruska, a tak zde opět od té doby kvete turistický ruch. Obec se dočkala dílčích rekonstrukcí infrastruktury, jako například v roce 2014 nové vodovodní sítě.

## Obyvatelstvo
Dle nejnovějšího sčítání lidu z roku 2011 je počet obyvatel vesnického okrsku 1930 a jejich složení je následovné:
- 913 Abchazů (47,3 %)
- 707 Arménů (36,6 %)
- 210 Rusů (10,9 %)
- 47 Gruzínců (2,4 %)
- 53 příslušníků ostatních národností (2,8 %)

V roce 1989, před válkou v Abcházii žilo v Lidzavě 1506 obyvatel, v celém Lidzavském selsovětu 2198 obyvatel.
V roce 1959 žilo v tomto selsovětu 4110 obyvatel.